# Sedi titolari cattoliche (G-L)
Questa pagina contiene un elenco tra sedi titolari vescovili e arcivescovili della Chiesa cattolica, ordinate per lettera G, H, I, K, J e L. Oltre al vescovo o arcivescovo titolare, la tabella riporta la regione storica di appartenenza della diocesi, la metropolia di appartenenza (nel caso di diocesi soppresse suffraganee) e, nei casi specifici, la data dalla quale la sede risulta vacante; in alcuni casi la sede titolare è stata soppressa.

I casi in cui la sede sia vescovile, ma il prelato che ne detiene il titolo sia arcivescovo, sono riportati con la dicitura Titolo personale nella colonna del titolo.

## G
| Sede titolare                                         | Sede                  | Regione               | Suffraganea di                   | Titolo                                | Vescovo                              | Note                          |
| ----------------------------------------------------- | --------------------- | --------------------- | -------------------------------- | ------------------------------------- | ------------------------------------ | ----------------------------- |
| Sede titolare di Gaba                                 | nei pressi di Atlit ? | Palestina             | Arcidiocesi di Cesarea           | Vescovo titolare                      | Vacante                              | vacante dal 14 maggio 1996    |
| Sede titolare di Gabala                               | Jable                 | Siria                 |                                  | Arcivescovo titolare                  | Santiago De Wit Guzmán               |                               |
| Sede titolare di Gabi                                 | Gabii                 | Lazio                 |                                  | Vescovo titolare                      | Vacante                              | vacante dal 28 gennaio 2025   |
| Sede titolare di Gabula                               |                       | Siria                 |                                  | Arcivescovo titolare                  | Vacante                              | vacante dal 10 ottobre 1980   |
| Sede titolare di Gadara                               | Gadara                | Palestina             | Arcidiocesi di Scitopoli         | Vescovo titolare                      | Vacante                              | vacante dal 31 ottobre 1973   |
| Sede titolare di Gadiaufala                           |                       | Numidia               |                                  | Vescovo titolare                      | Natale Paganelli                     |                               |
| Sede titolare di Gaguari                              |                       | Bizacena              |                                  | Vescovo titolare                      | Manuel Aurelio Cruz                  |                               |
| Sede titolare di Galazia in Campania                  | Calatia               | Campania              |                                  | Vescovo titolare                      | Jean-Paul Aimé Gobel                 |                               |
| Sede titolare di Gallese                              | Gallese               | Lazio                 |                                  | Arcivescovo titolare Titolo personale | Antonio Franco                       |                               |
| Sede titolare di Galtellì                             | Galtellì              | Sardegna              |                                  | Vescovo titolare                      | Vacante                              | istituita nell'ottobre 2004   |
| Sede titolare di Gangra                               | Çankırı               | Paflagonia            |                                  | Arcivescovo titolare                  | Vacante                              | vacante dal 28 febbraio 1989  |
| Sede titolare di Garba                                |                       | Numidia               |                                  | Vescovo titolare                      | Nélio Pereira Pita                   |                               |
| Sede titolare di Gardar                               | Garðar                | Groenlandia           | Arcidiocesi di Lund              | Vescovo titolare                      | Edward William Clark                 |                               |
| Sede titolare di Garella                              |                       | Europa                |                                  | Arcivescovo titolare                  | Vacante                              | vacante dal 25 marzo 1972     |
| Sede titolare di Gargara                              |                       | Asia                  | Arcidiocesi di Efeso             | Vescovo titolare                      | Vacante                              | vacante dal 12 febbraio 1964  |
| Sede titolare di Garriana                             |                       | Bizacena              |                                  | Vescovo titolare                      | Edmar José da Silva                  |                               |
| Sede titolare di Gaudiaba                             |                       | Numidia               |                                  | Vescovo titolare                      | Francesco Beneduce                   |                               |
| Sede titolare di Gauriana                             |                       | Numidia               |                                  | Vescovo titolare                      | Joseph Louis Jean Boishu             |                               |
| Sede titolare di Gaza                                 | Gaza                  | Palestina             | Arcidiocesi di Cesarea           | Vescovo titolare                      | Vacante                              | vacante dal 24 febbraio 1964  |
| Sede titolare di Gazera                               | Gezer                 | Palestina             | Arcidiocesi di Cesarea           | Vescovo titolare                      | Vacante                              | vacante dal 4 settembre 1985  |
| Sede titolare di Gegi                                 |                       | Mauritania Sitifense  |                                  | Vescovo titolare                      | Mario Nicolás Villanueva Arellano    |                               |
| Sede titolare di Gemelle di Bizacena                  |                       | Bizacena              |                                  | Vescovo titolare                      | Gregg Michael Caggianelli            |                               |
| Sede titolare di Gemelle di Numidia                   |                       | Numidia               |                                  | Vescovo titolare                      | Wayne Lawrence Lobsinger             |                               |
| Sede titolare di Gera                                 |                       | Augustamnica          | Arcidiocesi di Pelusio           | Vescovo titolare                      | Vacante                              | vacante dal 4 luglio 1967     |
| Sede titolare di Gerafi                               |                       | Mauritania Sitifense  |                                  | Vescovo titolare                      | Franz Scharl                         |                               |
| Sede titolare di Gerapitna                            | Ierapetra             | Creta                 | Arcidiocesi di Gortina           | Vescovo titolare                      | Vacante                              |                               |
| Sede titolare di Gerapoli di Isauria                  |                       | Isauria               | Arcidiocesi di Seleucia          | Vescovo titolare                      | Vacante                              | vacante dal 16 gennaio 1976   |
| Sede titolare di Gerapoli di Frigia                   | Hierapolis            | Frigia Pacaziana      |                                  | Arcivescovo titolare                  | Vacante                              | vacante dal 10 aprile 1969    |
| Sede titolare di Gerapoli di Siria                    | Hierapolis Bambyce    | Siria Eufratense      |                                  | Arcivescovo titolare                  | Vacante                              | vacante dal 20 agosto 1982    |
| Sede titolare di Gerapoli di Siria dei Greco-Melchiti | Hierapolis Bambyce    |                       |                                  | Arcivescovo titolare                  | Vacante                              | vacante dal 19 marzo 1962     |
| Sede titolare di Gerapoli di Siria dei Siri           | Hierapolis Bambyce    |                       |                                  | Vescovo titolare                      | Camil Afram Antoine Semaan           |                               |
| Sede titolare di Gerara                               |                       | Palestina             | Arcidiocesi di Cesarea           | Vescovo titolare                      | Vacante                              | vacante dal 17 ottobre 1991   |
| Sede titolare di Gerasa                               | Jerash                | Arabia                | Arcidiocesi di Bosra             | Vescovo titolare                      | Vacante                              | vacante dal 15 giugno 2011    |
| Sede titolare di Gergi                                | Zarzis                | Tripolitana           |                                  | Vescovo titolare                      | Vicente de Paula Tavares             |                               |
| Sede titolare di Gerico                               | Gerico                | Palestina             | Arcidiocesi di Cesarea           | Vescovo titolare                      | Vacante                              | vacante dal 23 giugno 2025    |
| Sede titolare di Gerisso                              |                       | Macedonia             | Arcidiocesi di Tessalonica       | Vescovo titolare                      | Vacante                              | vacante dal 24 dicembre 1974  |
| Sede titolare di Germa di Ellesponto                  |                       | Ellesponto            |                                  | Arcivescovo titolare                  | Vacante                              | vacante dal 24 febbraio 1966  |
| Sede titolare di Germa di Galazia                     |                       | Galazia               | Arcidiocesi di Pessinonte        | Vescovo titolare                      | Paolo Gillet                         |                               |
| Sede titolare di Germania di Dacia                    |                       | Dacia Mediterranea    | Arcidiocesi di Sardica           | Vescovo titolare                      | Christian Würtz                      |                               |
| Sede titolare di Germania di Numidia                  |                       | Numidia               |                                  | Vescovo titolare                      | Paul Kyung Sang Lee                  |                               |
| Sede titolare di Germanicia                           | Kahramanmaraş         | Siria Eufratense      | Arcidiocesi di Gerapoli di Siria | Vescovo titolare                      | Vacante                              | vacante dal 2 gennaio 1914    |
| Sede titolare di Germaniciana                         |                       | Bizacena              |                                  | Vescovo titolare                      | Andriy Rabiy                         |                               |
| Sede titolare di Germanicopoli                        | Ermenek               | Isauria               | Arcidiocesi di Seleucia          | Vescovo titolare                      | Vacante                              | vacante dal 24 febbraio 1968  |
| Sede titolare di Germia                               |                       | Galazia               |                                  | Arcivescovo titolare                  | Vacante                              | vacante dal 26 giugno 1967    |
| Sede titolare di Gerocesarea                          |                       | Lidia                 | Arcidiocesi di Sardi             | Vescovo titolare                      | Vacante                              | vacante dal 31 dicembre 1994  |
| Sede titolare di Geron                                |                       | Caria                 | Arcidiocesi di Stauropoli        | Vescovo titolare                      | Michael Joseph Boulette              |                               |
| Sede titolare di Geropoli                             |                       | Frigia Salutare       | Arcidiocesi di Sinnada           | Vescovo titolare                      | Vacante                              | vacante dal 7 marzo 1970      |
| Sede titolare di Gerpiniana                           |                       | Bizacena              |                                  | Vescovo titolare                      | Florian Wörner                       |                               |
| Sede titolare di Gerra                                |                       | Augustamnica          | Arcidiocesi di Pelusio           |                                       |                                      | Storica Soppressa             |
| Sede titolare di Gibba                                |                       | Numidia               |                                  | Vescovo titolare                      | Serafín Luis Alberto Cartagena Ocaña |                               |
| Sede titolare di Gigti                                |                       | Tripolitana           |                                  | Vescovo titolare                      | Mark William O'Connell               |                               |
| Sede titolare di Gilba                                |                       | Numidia               |                                  | Vescovo titolare                      | Joseph Lafontant                     |                               |
| Sede titolare di Gindaro                              |                       | Siria                 | arcidiocesi di Antiochia         | Vescovo titolare                      | Vacante                              | vacante dal 18 dicembre 1965  |
| Sede titolare di Giocondiana                          |                       | Numidia               |                                  | Vescovo titolare                      | Mamiarisoa Modeste Randrianifahanana |                               |
| Sede titolare di Giomnio                              |                       | Numidia               |                                  | Vescovo titolare                      | Alejandro Díaz García                |                               |
| Sede titolare di Gionopoli                            |                       | Paflagonia            | Arcidiocesi di Gangra            | Vescovo titolare                      | Vacante                              | vacante dal 12 agosto 1966    |
| Sede titolare di Girba                                | Gerba                 | Tripolitana           |                                  | Vescovo titolare                      | James Thomas Schuerman               |                               |
| Sede titolare di Giro                                 |                       | Numidia               |                                  | Vescovo titolare                      | Julián García Centeno                |                               |
| Sede titolare di Giro di Tarasio                      |                       | Numidia               |                                  | Vescovo titolare                      | Fidelis Bautista Layog               |                               |
| Sede titolare di Giromonte                            |                       | Mauritania Cesariense |                                  | Arcivescovo titolare Titolo personale | Giambattista Diquattro               |                               |
| Sede titolare di Giru di Marcello                     |                       | Numidia               |                                  | Vescovo titolare                      | Vacante                              | vacante dal 7 ottobre 2023    |
| Sede titolare di Gisipa                               |                       | Proconsolare          | Arcidiocesi di Cartagine         | Vescovo titolare                      | Vitorino José Pereira Soares         |                               |
| Sede titolare di Gissaria                             |                       | Mauritania Cesariense |                                  | Vescovo titolare                      | Radosław Zmitrowicz                  |                               |
| Sede titolare di Giubalziana                          |                       | Bizacena              |                                  | Vescovo titolare                      | Luis Manuel Alí Herrera              |                               |
| Sede titolare di Giufi                                |                       | Proconsolare          | Arcidiocesi di Cartagine         | Vescovo titolare                      | Vacante                              | vacante dal 22 maggio 2025    |
| Sede titolare di Giufi Salaria                        |                       | Proconsolare          | Arcidiocesi di Cartagine         | Vescovo titolare                      | Herman Willebrordus Woorts           |                               |
| Sede titolare di Giuliopoli                           |                       | Galazia               | Arcidiocesi di Ancira            | Vescovo titolare                      | Vacante                              | vacante dal 16 luglio 1981    |
| Sede titolare di Giunca di Bizacena                   |                       | Bizacena              |                                  | Vescovo titolare                      | Juan Humberto Gutiérrez Valencia     |                               |
| Sede titolare di Giunca di Mauritania                 |                       | Mauritania Cesariense |                                  | Vescovo titolare                      | Mykola Semenyshyn                    |                               |
| Sede titolare di Giustiniana Prima                    |                       | Dacia Mediterranea    |                                  | Arcivescovo titolare                  | Jean-Claude Périsset                 |                               |
| Sede titolare di Giustinianopoli di Galazia           |                       | Galazia               | Arcidiocesi di Pessinonte        | Vescovo titolare                      | Vacante                              | vacante dal 12 maggio 1982    |
| Sede titolare di Glastonia                            | Glastonbury           | Inghilterra           | Arcidiocesi di Westminster       | Vescovo titolare                      | Vacante                              | vacante dal 13 settembre 2024 |
| Sede titolare di Glavinizza                           |                       | Epiro Nuovo           | Arcidiocesi di Durazzo           | Vescovo titolare                      | Vacante                              | vacante dal 31 gennaio 2025   |
| Sede titolare di Glenndálocha                         | Glendalough           | Leinster              | Arcidiocesi di Dublino           | Arcivescovo titolare Titolo personale | Kevin Randall                        |                               |
| Sede titolare di Gomfi                                | Gomfoi                | Tessalia              | Arcidiocesi di Larissa           | Vescovo titolare                      | Vacante                              | vacante dal 2 agosto 1976     |
| Sede titolare di Gor                                  |                       | Proconsolare          | Arcidiocesi di Cartagine         | Vescovo titolare                      | Rolf Lohmann                         |                               |
| Sede titolare di Gordo                                |                       | Lidia                 | Arcidiocesi di Sardi             | Vescovo titolare                      | Ansgar Puff                          |                               |
| Sede titolare di Gordoserba                           |                       | Bitinia               | Arcidiocesi di Nicea             | Vescovo titolare                      | Vacante                              |                               |
| Sede titolare di Gortina                              | Gortyna               | Creta                 |                                  | Arcivescovo titolare                  | Vacante                              | vacante dal 12 gennaio 1987   |
| Sede titolare di Gradisca                             | Gradisca d'Isonzo     | Friuli-Venezia Giulia | Arcidiocesi di Gorizia           | Arcivescovo titolare                  | Giordano Piccinotti                  |                               |
| Sede titolare di Grado                                | Grado                 | Friuli-Venezia Giulia |                                  | Arcivescovo titolare                  | Diego Causero                        |                               |
| Sede titolare di Grass Valley                         | Grass Valley          | Stati Uniti           | Arcidiocesi di San Francisco     | Vescovo titolare                      | Christie Albert Macaluso             |                               |
| Sede titolare di Gravelbourg                          |                       | Canada                | Arcidiocesi di Regina            | Vescovo titolare                      | Noël Delaquis                        |                               |
| Sede titolare di Graziana                             |                       | Bizacena              |                                  | Arcivescovo titolare Titolo personale | Francisco Escalante Molina           |                               |
| Sede titolare di Grazianopoli                         |                       | Mauritania Cesariense |                                  | Vescovo titolare                      | John S. Siemianowski                 |                               |
| Sede titolare di Grumento Nova                        | Grumento Nova         | Lucania               |                                  | Vescovo titolare                      | Edouard Kisonga Ndinga               |                               |
| Sede titolare di Guardialfiera                        | Guardialfiera         | Beneventano           | Arcidiocesi di Benevento         | Vescovo titolare                      | Kornél Fábry                         |                               |
| Sede titolare di Gubaliana                            |                       | Bizacena              |                                  | Vescovo titolare                      | Otto Georgens                        |                               |
| Sede titolare di Gummi di Bizacena                    |                       | Bizacena              |                                  | Vescovo titolare                      | Alexandre Yikyi Bazié                |                               |
| Sede titolare di Gummi di Proconsolare                |                       | Proconsolare          | Arcidiocesi di Cartagine         | Vescovo titolare                      | Markos Ghebremedhin                  |                               |
| Sede titolare di Gunela                               |                       | Proconsolare          | Arcidiocesi di Cartagine         | Vescovo titolare                      | Keith James Chylinski                |                               |
| Sede titolare di Gunugo                               |                       | Mauritania Cesariense |                                  | Vescovo titolare                      | Sylvester Anthony John David         |                               |
| Sede titolare di Gurza                                |                       | Bizacena              |                                  | Vescovo titolare                      | Christopher Naseri Naseri            |                               |
| Sede titolare di Guzabeta                             |                       | Numidia               |                                  | Vescovo titolare                      | Johannes Freitag                     |                               |

## H
| Sede titolare           | Sede          | Regione        | Suffraganea di         | Titolo                                | Vescovo                | Note                      |
| ----------------------- | ------------- | -------------- | ---------------------- | ------------------------------------- | ---------------------- | ------------------------- |
| Sede titolare di Halia  |               | Armenia Minore |                        |                                       |                        | Storica Soppressa         |
| Sede titolare di Hirta  | Al-Hira       | Mesopotamia    |                        | Vescovo titolare                      | Saad Sirop Hanna       | istituita nel luglio 2004 |
| Sede titolare di Hodelm | Dumfriesshire | Scozia         |                        | Arcivescovo titolare Titolo personale | Paul Richard Gallagher |                           |
| Sede titolare di Hólar  | Hólar         | Islanda        | Arcidiocesi di Nidaros | Vescovo titolare                      | Dariusz Zalewski       |                           |

## I
| Sede titolare                         | Sede                   | Regione               | Suffraganea di                 | Titolo                                | Vescovo                          | Note                                                                              |
| ------------------------------------- | ---------------------- | --------------------- | ------------------------------ | ------------------------------------- | -------------------------------- | --------------------------------------------------------------------------------- |
| Sede titolare di Ibora                |                        | Elenoponto            | Arcidiocesi di Amasea          | Vescovo titolare                      | Vacante                          | vacante dal 31 dicembre 1973                                                      |
| Sede titolare di Iconio               | Konya                  | Licaonia              |                                | Arcivescovo titolare                  | Vacante                          | vacante dal 5 marzo 1973                                                          |
| Sede titolare di Icosio               | Algeri                 | Mauritania Cesariense |                                | Vescovo titolare                      |                                  | Storica Soppressa a seguito dell'erezione della diocesi di Algeri                 |
| Sede titolare di Ida di Licaonia      |                        | Licaonia              | Arcidiocesi di Iconio          | Vescovo titolare                      | Vacante                          |                                                                                   |
| Sede titolare di Ida di Mauritania    |                        | Mauritania Cesariense |                                | Vescovo titolare                      | Giuseppe Bausardo                |                                                                                   |
| Sede titolare di Idassa               |                        | Numidia               |                                | Vescovo titolare                      | Pedro Bernardo Cannavó           |                                                                                   |
| Sede titolare di Idebesso             |                        | Licia                 | Arcidiocesi di Mira            | Vescovo titolare                      | Vacante                          | vacante dal 29 novembre 1967                                                      |
| Sede titolare di Idicra               |                        | Numidia               |                                | Vescovo titolare                      | Matías Vecino                    |                                                                                   |
| Sede titolare di Ieper                | Ypres                  | Belgio                | Arcidiocesi di Malines         | Vescovo titolare                      | Jean Kockerols                   |                                                                                   |
| Sede titolare di Igilgili             | Jijel                  | Mauritania Cesariense |                                | Vescovo titolare                      | Edouard Tsimba Ngoma             |                                                                                   |
| Sede titolare di Ilio                 |                        | Ellesponto            | Arcidiocesi di Cizico          | Vescovo titolare                      | Vacante                          | vacante dal 7 febbraio 1968                                                       |
| Sede titolare di Ilistra              |                        | Licaonia              | Arcidiocesi di Iconio          | Vescovo titolare                      | Vacante                          |                                                                                   |
| Sede titolare di Iliturgi             |                        | Spagna                |                                | Vescovo titolare                      | Gábor Mohos                      |                                                                                   |
| Sede titolare di Illarima             |                        | Caria                 | Arcidiocesi di Stauropoli      | Vescovo titolare                      | Vacante                          | vacante dal 17 gennaio 1964                                                       |
| Sede titolare di Illiberi             | Granada                | Spagna                | Arcidiocesi di Siviglia        | Vescovo titolare                      | José María Avendaño Perea        |                                                                                   |
| Sede titolare di Illici               | Elche                  | Spagna                | Arcidiocesi di Toledo          | Arcivescovo titolare Titolo personale | Luis Mariano Montemayor          |                                                                                   |
| Sede titolare di Ilta                 |                        | Proconsolare          | Arcidiocesi di Cartagine       | Vescovo titolare                      | Vacante                          | vacante dal 5 aprile 2025                                                         |
| Sede titolare di Imeria               |                        | Osroene               | Arcidiocesi di Edessa          |                                       |                                  | Storica Soppressa                                                                 |
| Sede titolare di Ingila               |                        | Mesopotamia           | Arcidiocesi di Amida           | Vescovo titolare                      | Vacante                          | vacante dal 7 giugno 1966                                                         |
| Sede titolare di Inis Cathaig         |                        | Munster               | Arcidiocesi di Cashel          | Vescovo titolare                      | Josef Graf                       |                                                                                   |
| Sede titolare di Ipagro               | Aguilar de la Frontera | Spagna                | Arcidiocesi di Siviglia        | Vescovo titolare                      | Mario Héctor Robles              |                                                                                   |
| Sede titolare di Ipepa                |                        | Asia                  | Arcidiocesi di Efeso           | Vescovo titolare                      | Vacante                          | vacante dal 31 luglio 1974                                                        |
| Sede titolare di Ippo                 |                        | Palestina             | Arcidiocesi di Scitopoli       | Vescovo titolare                      | Vacante                          | vacante dal 23 ottobre 1945                                                       |
| Sede titolare di Ippona Regia         | Ippona                 | Numidia               |                                | Vescovo titolare                      |                                  | Storica Soppressa a seguito dell'attribuzione del titolo ai vescovi di Costantina |
| Sede titolare di Ippona Zarito        | Biserta                | Proconsolare          | Arcidiocesi di Cartagine       | Vescovo titolare                      | Manfred Grothe                   |                                                                                   |
| Sede titolare di Ipseli               |                        | Tebaide               | Arcidiocesi di Antinoe         | Vescovo titolare                      | Vacante                          | vacante dal 1997                                                                  |
| Sede titolare di Ipso                 |                        | Frigia Salutare       | Arcidiocesi di Sinnada         | Vescovo titolare                      | Vacante                          | vacante dal 1º luglio 1950                                                        |
| Sede titolare di Ircanide             |                        | Lidia                 | Arcidiocesi di Sardi           | Vescovo titolare                      | Vacante                          |                                                                                   |
| Sede titolare di Irenopoli di Cilicia |                        | Cilicia               | Arcidiocesi di Anazarbo        | Vescovo titolare                      | Vacante                          | vacante dal 4 luglio 1975                                                         |
| Sede titolare di Irenopoli di Isauria |                        | Isauria               | Arcidiocesi di Seleucia        | Vescovo titolare                      | Vacante                          | vacante dall'11 maggio 1971                                                       |
| Sede titolare di Iria Flavia          | Padrón                 | Galizia               | Arcidiocesi di Braga           | Vescovo titolare                      | Ernst Franz Gerd Werner Dicke    |                                                                                   |
| Sede titolare di Irina                |                        | Bizacena              |                                | Vescovo titolare                      | Frank Schuster                   |                                                                                   |
| Sede titolare di Isaura               |                        | Licaonia              | Arcidiocesi di Iconio          |                                       |                                  | Storica Soppressa                                                                 |
| Sede titolare di Isauropoli           |                        | Licaonia              | Arcidiocesi di Iconio          | Vescovo titolare                      | Vacante                          | vacante dal 30 marzo 1971                                                         |
| Sede titolare di Isba                 |                        | Panfilia              | Arcidiocesi di Side            | Vescovo titolare                      | Vacante                          | vacante dal 3 ottobre 1966                                                        |
| Sede titolare di Isinda               |                        | Panfilia              | Arcidiocesi di Perge           | Vescovo titolare                      | Vacante                          | vacante dal 24 ottobre 1994                                                       |
| Sede titolare di Isola                | Isola di Capo Rizzuto  | Calabria              | Arcidiocesi di Reggio Calabria | Vescovo titolare                      | Giorgio Barbetta                 |                                                                                   |
| Sede titolare di Isso                 |                        | Cilicia               | Arcidiocesi di Tarso           |                                       |                                  | Storica Soppressa                                                                 |
| Sede titolare di Ita                  |                        | Mauritania Cesariense |                                | Vescovo titolare                      | Mario Salas Becerra              |                                                                                   |
| Sede titolare di Italica              | Italica                | Spagna                | Arcidiocesi di Siviglia        | Arcivescovo titolare Titolo personale | Miguel Maury Buendía             |                                                                                   |
| Sede titolare di Iziriana             |                        | Numidia               |                                | Vescovo titolare                      | Cornel Damian                    |                                                                                   |
| Sede titolare di Izirzada             |                        | Numidia               |                                | Vescovo titolare                      | David Martínez De Aguirre Guinea |                                                                                   |

## J
| Sede titolare                        | Sede      | Regione     | Suffraganea di                          | Titolo           | Vescovo | Note                         |
| ------------------------------------ | --------- | ----------- | --------------------------------------- | ---------------- | ------- | ---------------------------- |
| Sede titolare di Jabruda             | Yabrud    | Fenicia     | Arcidiocesi di Damasco                  | Vescovo titolare | Vacante | vacante dal 17 maggio 1956   |
| Sede titolare di Jamestown           | Jamestown | Stati Uniti | Arcidiocesi di Saint Paul e Minneapolis | Vescovo titolare | Vacante | vacante dal 20 dicembre 2024 |
| Sede titolare di Jamnia              | Yavne     | Palestina   | Arcidiocesi di Cesarea                  | Vescovo titolare | Vacante | vacante dal 16 marzo 1965    |
| Sede titolare di Janina              |           | Palestina   | Arcidiocesi di Cesarea                  | Vescovo titolare | Vacante | vacante dal 29 maggio 1967   |
| Sede titolare di Jaso                | Iasos     | Caria       | Arcidiocesi di Stauropoli               | Vescovo titolare | Vacante | vacante dal 7 febbraio 1969  |
| Sede titolare di Joppe               | Giaffa    | Palestina   | Arcidiocesi di Cesarea                  | Vescovo titolare | Vacante | vacante dal 14 ottobre 1965  |
| Sede titolare di Jos                 | Io        |             | Arcidiocesi di Rodi                     | Vescovo titolare | Vacante | vacante dal 10 novembre 1965 |
| Sede titolare di Jotapa di Isauria   |           | Isauria     | Arcidiocesi di Seleucia                 | Vescovo titolare | Vacante |                              |
| Sede titolare di Jotapa di Palestina |           | Palestina   | Arcidiocesi di Petra                    | Vescovo titolare | Vacante |                              |

## K
| Sede titolare                        | Sede    | Regione     | Suffraganea di       | Titolo               | Vescovo          | Note                        |
| ------------------------------------ | ------- | ----------- | -------------------- | -------------------- | ---------------- | --------------------------- |
| Sede titolare di Karput degli Armeni | Harput  | Turchia     |                      | Vescovo titolare     | Vacante          |                             |
| Sede titolare di Kaskar dei Caldei   | Kaskar  | Iraq        |                      | Arcivescovo titolare | Vacante          | vacante dal 3 dicembre 2003 |
| Sede titolare di Kearney             | Kearney | Stati Uniti | Arcidiocesi di Omaha | Vescovo titolare     | Brian Alan Nunes |                             |

## L
| Sede titolare                                     | Sede                | Regione               | Suffraganea di                          | Titolo                                | Vescovo                                | Note                                                                                 |
| ------------------------------------------------- | ------------------- | --------------------- | --------------------------------------- | ------------------------------------- | -------------------------------------- | ------------------------------------------------------------------------------------ |
| Sede titolare di Labico                           | Labicum             | Lazio                 |                                         | Vescovo titolare                      | Vittorio Lanzani                       |                                                                                      |
| Sede titolare di Lacedemonia                      | Sparta              | Peloponneso           | Arcidiocesi di Patrasso                 | Vescovo titolare                      | Vacante                                | vacante dal 27 aprile 1967                                                           |
| Sede titolare di Lacubaza                         |                     | Proconsolare          | Arcidiocesi di Cartagine                | Vescovo titolare                      | Salvador González Morales              |                                                                                      |
| Sede titolare di Lagania                          |                     | Galazia               | Arcidiocesi di Ancira                   | Vescovo titolare                      | Vacante                                | vacante dal 23 febbraio 1971                                                         |
| Sede titolare di Lagina                           | Lagina              | Panfilia              | Arcidiocesi di Perge                    | Vescovo titolare                      | Vacante                                | vacante dal 21 maggio 1970                                                           |
| Sede titolare di La Imperial                      | Carahue             | Cile                  | Arcidiocesi di Lima                     | Vescovo titolare                      | Henry Joseph Balzan                    |                                                                                      |
| Sede titolare di Lamasba                          | Merouana            | Numidia               |                                         | Vescovo titolare                      | Francisco Figueroa Cervantes           |                                                                                      |
| Sede titolare di Lambesi                          | Lambaesis (Tazoult) | Numidia               |                                         | Vescovo titolare                      | Marc Pelchat                           |                                                                                      |
| Sede titolare di Lambiridi                        |                     | Numidia               |                                         | Vescovo titolare                      | Mario Luis Durán Berríos               |                                                                                      |
| Sede titolare di Lamdia                           | Médéa               | Mauritania Cesariense |                                         | Vescovo titolare                      | Marian Eleganti                        |                                                                                      |
| Sede titolare di Lamfua                           |                     | Numidia               |                                         | Vescovo titolare                      | Lawrence J. Sullivan                   |                                                                                      |
| Sede titolare di Lamia                            | Lamia               | Tessalia              | Arcidiocesi di Larissa                  | Vescovo titolare                      | Vacante                                | vacante dal 15 novembre 1982                                                         |
| Sede titolare di Lamiggiga                        |                     | Numidia               |                                         | Vescovo titolare                      | José Luis Mendoza Corzo                |                                                                                      |
| Sede titolare di Lamo                             |                     | Isauria               | Arcidiocesi di Seleucia                 | Vescovo titolare                      | Vacante                                | vacante dal 12 giugno 1967                                                           |
| Sede titolare di Lampsaco                         | Lampsaco            | Ellesponto            | Arcidiocesi di Cizico                   | Vescovo titolare                      | Vacante                                | vacante dal 4 agosto 1970                                                            |
| Sede titolare di Lamsorti                         |                     | Numidia               |                                         | Vescovo titolare                      | Denilson Geraldo                       |                                                                                      |
| Sede titolare di Lamzella                         |                     | Numidia               |                                         | Vescovo titolare                      | Matthew Gregory Elshoff                |                                                                                      |
| Sede titolare di Laodicea al Libano               |                     | Fenicia               | Arcidiocesi di Damasco                  | Vescovo titolare                      | Vacante                                | vacante dal 21 agosto 2012                                                           |
| Sede titolare di Laodicea Combusta                |                     | Pisidia               | Arcidiocesi di Antiochia                | Vescovo titolare                      | Vacante                                |                                                                                      |
| Sede titolare di Laodicea di Frigia               | Laodicea al Lico    | Frigia Pacaziana      |                                         | Arcivescovo titolare                  | Vacante                                | vacante dal 25 giugno 1968                                                           |
| Sede titolare di Laodicea di Siria                | Laodicea di Siria   | Siria                 |                                         | Arcivescovo titolare                  | Vacante                                | vacante dal 1º dicembre 1986                                                         |
| Sede titolare di Laodicea di Siria dei Maroniti   |                     |                       |                                         |                                       |                                        | Storica Soppressa a seguito dell'erezione dell'eparchia di Laodicea                  |
| Sede titolare di Laodicea di Siria per i Melchiti |                     |                       |                                         |                                       |                                        | Storica Soppressa a seguito dell'erezione dell'arcieparchia di Laodicea dei Melchiti |
| Sede titolare di Lapda                            |                     | Proconsolare          | Arcidiocesi di Cartagine                | Vescovo titolare                      | José Mauricio Vélez García             |                                                                                      |
| Sede titolare di Lapito                           | Lapithos            | Cipro                 | Arcidiocesi di Salamina                 | Vescovo titolare                      | Vacante                                |                                                                                      |
| Sede titolare di Lappa                            |                     | Creta                 | Arcidiocesi di Gortina                  | Vescovo titolare                      | Vacante                                | vacante dal 22 luglio 1973                                                           |
| Sede titolare di Laranda                          | Karaman             | Licaonia              | Arcidiocesi di Iconio                   | Vescovo titolare                      | Vacante                                | vacante dal 6 gennaio 1965                                                           |
| Sede titolare di Lares                            |                     | Proconsolare          | Arcidiocesi di Cartagine                | Vescovo titolare                      | Rogério Augusto das Neves              |                                                                                      |
| Sede titolare di Lari Castello                    |                     | Mauritania Cesariense |                                         | Vescovo titolare                      | Ramiro Díaz Sánchez                    |                                                                                      |
| Sede titolare di Larissa di Siria                 | Shayzar             | Siria                 | Arcidiocesi di Apamea di Siria          | Vescovo titolare                      | Vacante                                | vacante dal 9 settembre 1987                                                         |
| Sede titolare di Larissa di Tessalia              | Larissa             | Tessalia              |                                         | Arcivescovo titolare                  | Vacante                                | vacante dal 9 marzo 1980                                                             |
| Sede titolare di Latopoli                         | Esna                | Tebaide               | Arcidiocesi di Tolemaide di Tebaide     | Vescovo titolare                      | Vacante                                | vacante dal 12 dicembre 1964                                                         |
| Sede titolare di Lauriaco                         | Enns                | Norico Danubiano      |                                         | Arcivescovo titolare                  | Andrzej Józwowicz                      |                                                                                      |
| Sede titolare di Lauzado                          |                     | Isauria               | Arcidiocesi di Seleucia                 | Vescovo titolare                      | Vacante                                | vacante dal 25 marzo 1964                                                            |
| Sede titolare di Lavello                          | Lavello             | Lucania               | Arcidiocesi di Acerenza                 | Vescovo titolare                      | Robert Michael Kasun                   |                                                                                      |
| Sede titolare di Lead                             | Lead                | Stati Uniti           | Arcidiocesi di Saint Paul e Minneapolis | Vescovo titolare                      | Joseph Nathaniel Perry                 |                                                                                      |
| Sede titolare di Leavenworth                      | Leavenworth         | Stati Uniti           | Arcidiocesi di Kansas City              | Vescovo titolare                      | Joel Matthias Konzen                   |                                                                                      |
| Sede titolare di Lebedo                           | Lebedo              | Asia                  | Arcidiocesi di Efeso                    | Vescovo titolare                      | Vacante                                | vacante dal 17 gennaio 2000                                                          |
| Sede titolare di Lebesso                          |                     | Licia                 | Arcidiocesi di Mira                     | Vescovo titolare                      | Vacante                                | vacante dal 16 gennaio 1968                                                          |
| Sede titolare di Leges                            |                     | Numidia               |                                         | Vescovo titolare                      | Aurelio Pesoa Ribera                   |                                                                                      |
| Sede titolare di Legia                            |                     | Numidia               |                                         | Vescovo titolare                      | Joachim Walder                         |                                                                                      |
| Sede titolare di Legione                          |                     | Palestina             | Arcidiocesi di Scitopoli                |                                       |                                        | Storica Soppressa                                                                    |
| Sede titolare di Legis di Volumnio                |                     | Numidia               |                                         | Vescovo titolare                      | Juan Tomás Oliver Climent              |                                                                                      |
| Sede titolare di Lemellefa                        |                     | Mauritania Sitifense  |                                         | Vescovo titolare                      | Josef Stübi                            |                                                                                      |
| Sede titolare di Lemfocta                         |                     | Mauritania Sitifense  |                                         | Vescovo titolare                      | Jean Marie Vianney Prida Inthirath     |                                                                                      |
| Sede titolare di Lemno                            | Lemno               |                       |                                         | Arcivescovo titolare                  | Vacante                                | vacante dal 23 gennaio 1976                                                          |
| Sede titolare di Lentini                          | Lentini             | Sicilia               |                                         | Vescovo titolare                      | Marek Grzegorz Marczak                 |                                                                                      |
| Sede titolare di Leontopoli di Augustamnica       |                     | Augustamnica          |                                         | Arcivescovo titolare                  | Vacante                                | vacante dal 30 novembre 1970                                                         |
| Sede titolare di Leontopoli di Pamfilia           |                     | Panfilia              |                                         | Arcivescovo titolare                  | Vacante                                | vacante dal 19 settembre 1972                                                        |
| Sede titolare di Lepanto                          | Lepanto             | Epiro Vecchio         |                                         | Arcivescovo titolare                  | Vacante                                | vacante dal 25 settembre 1977                                                        |
| Sede titolare di Leptimino                        | Lamta               | Bizacena              |                                         | Vescovo titolare                      | John Bogna Bakeni                      |                                                                                      |
| Sede titolare di Leptis Magna                     | Leptis Magna        | Tripolitania          |                                         | Arcivescovo titolare Titolo personale | Thomas Yeh Sheng-nan                   |                                                                                      |
| Sede titolare di Lero                             | Lero                | Dodecaneso            | Arcidiocesi di Rodi                     | Vescovo titolare                      | Vacante                                | vacante dal 25 maggio 1985                                                           |
| Sede titolare di Lesina                           | Lesina              | Beneventano           | Arcidiocesi di Benevento                | Vescovo titolare                      | Sampathawaduge Maxwell Grenville Silva |                                                                                      |
| Sede titolare di Lestrona                         |                     | Epiro Nuovo           | Arcidiocesi di Durazzo                  | Vescovo titolare                      | Jean-Charles Wismick                   |                                                                                      |
| Sede titolare di Lesvi                            |                     | Mauritania Sitifense  |                                         | Vescovo titolare                      | Bohdan Manyšyn                         |                                                                                      |
| Sede titolare di Lete                             |                     | Macedonia             | Arcidiocesi di Tessalonica              | Vescovo titolare                      | Vacante                                | vacante dal 1º febbraio 2022                                                         |
| Sede titolare di Letopoli                         |                     | Egitto                | Arcidiocesi di Alessandria              | Vescovo titolare                      | Vacante                                | vacante dal 20 marzo 1967                                                            |
| Sede titolare di Lettere                          | Lettere             | Campania              | Arcidiocesi di Sorrento                 | Arcivescovo titolare Titolo personale | Luigi Travaglino                       |                                                                                      |
| Sede titolare di Leucade                          | Leucade             | Epiro Vecchio         |                                         | Arcivescovo titolare                  | Vacante                                | vacante dal 21 settembre 1974                                                        |
| Sede titolare di Leuce                            |                     | Tracia                | Arcidiocesi di Filippopoli              | Vescovo titolare                      | Vacante                                | vacante dal 26 marzo 1987                                                            |
| Sede titolare di Liberalia                        | Lioua               | Numidia               |                                         | Vescovo titolare                      | Charles Ndaka Salabisala               |                                                                                      |
| Sede titolare di Libertina                        |                     | Proconsolare          | Arcidiocesi di Cartagine                | Vescovo titolare                      | Vacante                                | vacante dal 31 dicembre 2024                                                         |
| Sede titolare di Licaonia                         |                     | Frigia Salutare       | Arcidiocesi di Sinnada                  | Vescovo titolare                      | Vacante                                |                                                                                      |
| Sede titolare di Licopoli                         | Asyūṭ               | Tebaide               | Arcidiocesi di Antinoe                  |                                       |                                        | Storica Soppressa a seguito dell'erezione dell'eparchia di Assiut                    |
| Sede titolare di Lidda                            | Lod                 | Palestina             | Arcidiocesi di Cesarea                  | Vescovo titolare                      | William Hanna Shomali                  |                                                                                      |
| Sede titolare di Lidoricio                        | Lidoriki            | Tessalia              | Arcidiocesi di Larissa                  | Vescovo titolare                      | Vacante                                |                                                                                      |
| Sede titolare di Lilibeo                          | Lilibeo             | Sicilia               |                                         | Arcivescovo titolare Titolo personale | Giuseppe Leanza                        |                                                                                      |
| Sede titolare di Limata                           |                     | Numidia               |                                         | Vescovo titolare                      | Marian Florczyk                        |                                                                                      |
| Sede titolare di Limira                           | Limira              | Licia                 | Arcidiocesi di Mira                     | Vescovo titolare                      | Vacante                                | vacante dall'8 novembre 1999                                                         |
| Sede titolare di Limisa                           |                     | Bizacena              |                                         | Vescovo titolare                      | Volodymyr Firman                       |                                                                                      |
| Sede titolare di Limne                            |                     | Pisidia               | Arcidiocesi di Antiochia                | Vescovo titolare                      | Vacante                                | vacante dal 10 giugno 1968                                                           |
| Sede titolare di Limosano                         | Limosano            | Molise                | Arcidiocesi di Benevento                | Arcivescovo titolare Titolo personale | Henryk Mieczysław Jagodziński          | istituita nel 2018                                                                   |
| Sede titolare di Lindisfarna                      | Lindisfarne         | Inghilterra           | Arcidiocesi di York                     | Arcivescovo titolare Titolo personale | Michael Francis Crotty                 |                                                                                      |
| Sede titolare di Linoe                            |                     | Bitinia               | Arcidiocesi di Nicea                    | Vescovo titolare                      | Vacante                                | vacante dal 21 giugno 1959                                                           |
| Sede titolare di Lipara                           |                     | Lidia                 | Arcidiocesi di Sardi                    | Vescovo titolare                      | Vacante                                | vacante dal 4 settembre 1963                                                         |
| Sede titolare di Lirbe                            |                     | Panfilia              | Arcidiocesi di Side                     | Vescovo titolare                      | Vacante                                | vacante dal 1º dicembre 1965                                                         |
| Sede titolare di Lisiade                          |                     | Frigia Salutare       | Arcidiocesi di Sinnada                  | Vescovo titolare                      | Vacante                                | vacante dal 2 agosto 1969                                                            |
| Sede titolare di Lisinia                          |                     | Panfilia              | Arcidiocesi di Perge                    | Vescovo titolare                      | Justin Alexander Madathiparambil       |                                                                                      |
| Sede titolare di Listra                           | Listra              | Licaonia              | Arcidiocesi di Iconio                   | Vescovo titolare                      | Vacante                                | vacante dal 3 luglio 1968                                                            |
| Sede titolare di Litizza                          |                     | Tracia                | Arcidiocesi di Filippopoli              | Vescovo titolare                      | Vacante                                |                                                                                      |
| Sede titolare di Litomyšl                         | Litomyšl            | Boemia                | Arcidiocesi di Praga                    | Vescovo titolare                      | Prokop Brož                            |                                                                                      |
| Sede titolare di Liviade                          |                     | Palestina             | Arcidiocesi di Cesarea                  | Vescovo titolare                      | Vacante                                | vacante dal 21 ottobre 1972                                                          |
| Sede titolare di Lizico                           |                     | Europa                | Arcidiocesi di Eraclea                  | Vescovo titolare                      | Vacante                                |                                                                                      |
| Sede titolare di Lorea                            |                     | Arabia                | Arcidiocesi di Bosra                    |                                       |                                        | Storica Soppressa                                                                    |
| Sede titolare di Lorima                           |                     | Caria                 | Arcidiocesi di Stauropoli               | Vescovo titolare                      | Vacante                                | vacante dal 7 novembre 1974                                                          |
| Sede titolare di Lorium                           | Lorium              | Lazio                 |                                         | Vescovo titolare                      | Carlos Filipe Ximenes Belo             |                                                                                      |
| Sede titolare di Lugmad                           | Louth               | Ulster                | Arcidiocesi di Armagh                   | Vescovo titolare                      | Michael Router                         |                                                                                      |
| Sede titolare di Lugura                           |                     | Numidia               |                                         | Vescovo titolare                      | Maximino Martínez Miranda              |                                                                                      |
| Sede titolare di Lunda                            |                     | Frigia Pacaziana      | Arcidiocesi di Laodicea                 | Vescovo titolare                      | Vacante                                | vacante dal 21 agosto 1981                                                           |
| Sede titolare di Luni                             | Luni                | Liguria               | Arcidiocesi di Genova                   | Arcivescovo titolare Titolo personale | Edward Nowak                           |                                                                                      |
| Sede titolare di Lupadio                          |                     | Ellesponto            | Arcidiocesi di Cizico                   | Vescovo titolare                      | Vacante                                |                                                                                      |
| Sede titolare di Luperciana                       |                     | Proconsolare          | Arcidiocesi di Cartagine                | Vescovo titolare                      | Michael Arsenio Saporito               |                                                                                      |